# Guy de Nevers dit « le Petit Bourguignon »
Guy de Nevers dit « le Petit Bourguignon » est un seigneur bourguignon et francilien, né après 995 et mort après 1045.
C'est aussi un officier du palais royal sous Robert II et Henri Ier. Il serait l’ancêtre de la branche familiale des Gometz-Rochefort.

## Biographie
Guy de Nevers dit « le Petit Bourguignon » naît avant la fin du Xe siècle. Il est le fils cadet de Landry de Nevers et de sa seconde épouse Mathilde de Bourgogne.
Vers 1021, son père Landry obtient une promesse de mariage royal pour son frère aîné Renaud Ier de Nevers avec Hadvise, fille du roi Robert II ; il obtient comme dot une part du comitatus ou comté d'Auxerre.
Landry favorise certainement Guy dans l'obtention d'un honneur. C'est un rôle d'officier royal (proceres palatii) avec par conséquent un ressort dans le domaine royal. Landry avait été lui-même dapifer dans les années 990.
Les généalogistes du Grand Siècle à la suite d'André Du Chesne, identifient l'officier de la cour royal du nom de Guy le Petit Bourguignon au fils de Landry.
D'abord, Guy intervient au moins deux fois en Bourgogne :
- Dans le cartulaire de Cluny, tome III, 22781, on trouve Guy avec son père Landry et son épouse, au sujet d'un « Gibaldus » qui est en train de faire une donation à Cluny (juin 1023), charte souscrite par « Landrici comitis, Rainaldi filii eius et uxoris eius, Widoni et uxoris eius Acherada. »
- Avant 1032, par une autre charte clunisienne : « Rainaldus comes Nivernensis » donne à Cluny « Belmontis » pour les âmes de « Landrici patris mei…et Matildis matris mee et uxoris mee Advise et filiorum meorum qui presentes sunt… fratris mei Widonis et Rotberti » (cartulaire de Cluny, tome IV, 2811). Le village bourguignon donné par les enfants de Mathilde à Cluny proviendrait de son héritage.

Il intervient au moins deux fois dans le domaine royal :
- En 1029, il intervient à Antony « Wido miles cognomento Burgundiosis. »
- En 1031, dans l'acte de Manassès de Dammartin pour les biens près de Dreux en faveur de Notre-Dame de Chartres, on y voit aussi un « Gui Burgundelli », ce qui lui donna le surnom de Guy le Petit Bourguignon. Il signe ici à la suite des principaux officiers royaux (proceres palatii) : Bouchard III de Montmorency, Amaury Ier de Montfort, Milon Ier de Chevreuse.

Ensuite, Guy n'apparaît plus sous ce nom. Soit qu'il soit mort soit qu'on puisse le rattacher à un premier Guy de Rochefort. En effet, dans un acte pour le Dunois établi après 1044 est cité un dénommé « Widone de Petraforti ». Comme ce ne peut être Guy le Rouge qui n'est pas encore né, cela signifie que ce Guy a obtenu au plus tard sous Henri Ier la vicomté de Rochefort, qu'on appelle l'Etampois chartrain. Ainsi qu'une partie des fiefs que la première maison de Gometz a perdu au début du siècle en tant que vassale d'Eudes Ier de Blois.
Ces Gometz-Rochefort d'origine bourguignonne sont favorisés sous le roi Henri Ier. Le fils Guillaume Ier de Gometz est sénéchal dans les années 1050 comme son grand-père. Sa sœur Hodierne épouse Gui Ier de Montlhéry et est à l'origine d'un des premiers prieurés clunisiens au nord de la Loire à Longpont.
Il est mort après juin 1023, date d'une charte de donation à l'abbaye de Cluny, mais il existe un doute sur l'identité de ce "Widonis".

## Mariage et enfants
Il épouse peut-être une dénommée « Acherada ». avec qui il eut :
- Hodierne de Gometz ;
- Guillaume Ier de Gometz.